# فريدريك سفينسون
فريدريك سفينسون (بالسويدية: Fredrik Svensson)‏ هو لاعب هوكي الجليد سويدي، ولد في 13 أبريل 1975 في سكيلفتيا في السويد.

## وصلات خارجية
- فريدريك سفينسون على موقع EliteProspects.com (الإنجليزية)